# Marcus Douthit
Marcus Douthit, né le 15 avril 1980, à Syracuse, dans l'État de New York, est un joueur américain naturalisé philippin de basket-ball. Il évolue aux postes d'ailier fort et de pivot.

## Palmarès
- NBA Development League 2006
- Finaliste du championnat d'Asie 2013
- 3e de la Coupe FIBA Asie 2014
- 3e de la Coupe William Jones 2011
- Vainqueur de la Coupe William Jones 2012
- Vainqueur des Jeux d'Asie du Sud-Est 2013 et 2015